# Nanosensori
I nanosensori sono sensori, naturali o artificiali, in grado di portare informazioni dal mondo nanometrico al mondo macroscopico. Questa capacità è data dal fatto che hanno dimensioni e tempi caratteristici della scala nanometrica e subcellulare. Attualmente, i nanosensori sono utilizzati soprattutto per scopi medici (nanomedicina), ma sono in fase di sviluppo anche per essere alla base di computer/robot che lavorino su scala nanometrica.

## Metodi di produzione
In generale, i nanosensori sono possono essere prodotti con due metodologie differenti: litografia top-down e l’autoassemblaggio bottom-up..

### Litografia top-down
La litografia top-down (collegamento litografia) è il metodo con il quale si fabbricano la maggior parte dei circuiti integrati sfruttati in elettronica. Il metodo consiste nel partire da un materiale bulk (solitamente inorganico) e scavarlo in punti specifici tramite tecniche opto-chimiche, fino ad ottenere le forme desiderate. 

### Assemblaggio bottom-up
Un secondo modo di produrre nanosensori è attraverso il metodo di autoassemblaggio bottom-up, il quale sfrutta la tendenza di molecole (o parti di esse) fra loro simili ad attrarsi spontaneamente e formare strutture organizzate di ordine superiore. È un metodo molto sfruttato in ambito biomedico, specie partendo da molecole anfifiliche che tendono a disporre le parti polari e apolari in modo da formare sovrastrutture dette micelle.

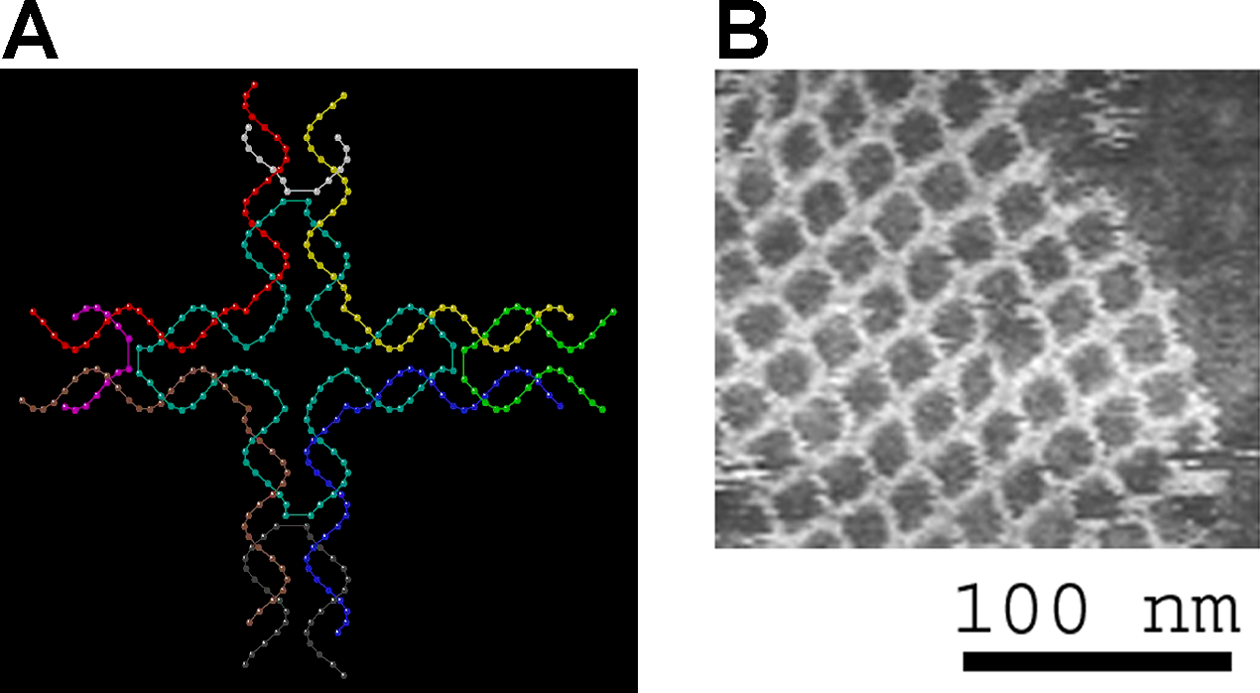
(A) Un esempio di molecola di DNA usata come starter per un più ampio autoassemblamento. (B) Una immagine ottenuta dal microscopio ad energia atomica di una griglia nanometrica autoassemblante. Una "mattonella" di DNA si autoassembla in una nanogriglia di DNA bidimensionale.

## Nanosensori presenti in natura
I più comuni nanosensori presenti in natura sono i recettori naturali per stimoli esterni. Per esempio la capacità olfattiva sfrutta dei recettori che percepiscono molecole di dimensioni nanometriche. Alcune piante, invece, utilizzano dei nanosensori per percepire la luce del sole. Vari pesci utilizzano dei nanosensori per percepire le vibrazioni nell'acqua, mentre molti insetti li utilizzano per percepire i ferormoni.

## Nanosensori artificiali

### Campo medico
I nanosensori sono utilizzati in campo medico soprattutto per la loro capacità di identificare e monitorare accuratamente particolari tessuti o singole cellule del corpo umano, studiandone le loro proprietà elettriche e ottiche. Ciò è possibile grazie al fatto che i nanosensori sono in grado di misurare eventuali fluttuazioni delle proprietà standard delle cellule, come ad esempio: modifiche di volume e concentrazione, spostamento, velocità, forze gravitazionali, elettriche e magnetiche, pressione e temperatura. I nanosensori, inoltre, sono in grado di distinguere e riconoscere i diversi tipi di cellule, comprese quelle tumorali, il che li rende di grande interesse anche in campo oncologico. Inoltre, i nanosensori sono in grado di comunicare in tempo reale queste fluttuazioni, motivo per cui sono interessanti per la somministrazione di farmaci attraverso dispositivi in vivo. Un particolare tipo di nanosensore è, ad esempio, il LOC, ossia “Lab-On-A-Chip”, il quale sfrutta i principi della microfluidodinamica per studiare i segnali emessi dalle singole cellule o eventuali fluttuazioni di loro proprietà. Per esempio, sono state create delle lenti a contatto che contengono un nanosensore che monitora la pressione intraoculare e che, grazie ad un collegamento Wi-Fi, avverte un computer nel caso in cui questa salga troppo. 

#### Sensori per imaging
Un esempio di utilizzo dei nanosensori riguarda le proprietà di imaging. Infatti, è possibile sfruttare particolari nanoparticelle, dette quantum dots, le quali, in determinate condizioni scelte dall’operatore, sono in grado di emettere fluorescenza e, pertanto, potrebbero permettere rilevare un tumore oppure particolari tratti di DNA. 

#### Sensori per glucosio
Sono stati creati nanosensori in vivo in grado di monitorare in tempo reale i livelli di glicemia nel fluido ematico. Ciò permetterebbe, inoltre, di trasmettere le informazioni acquisite dal nanosensore ad un dispositivo in vivo in grado di immettere immediatamente insulina nell’organismo. 
Il diabete è gestito al meglio se avviene uno stretto controllo glicemico, poiché il raggiungimento di livelli di glucosio quasi normali è la chiave per ridurre il rischio di complicanze micro-vascolari. Attualmente, i sistemi di monitoraggio continuo del glucosio (CGM) sono stati riconosciuti come i sistemi di monitoraggio ideali per il controllo glicemico dei pazienti diabetici. Collegando un sensore CGM alla pelle, questo misura il livello di glicemia nel tessuto sottocutaneo consentendo agli utenti di apportare modifiche appropriate ai loro interventi in base all'esperienza o ad algoritmi derivati empiricamente. I principi del rilevamento del glucosio impiegati negli attuali sistemi CGM disponibili in commercio sono principalmente elettrochimici e impiegano l'enzima ‘’gold standard’’ (glucosio ossidasi) come molecola di rilevamento del glucosio con la combinazione del monitoraggio del perossido di idrogeno (o con la combinazione del mediatore redox) che ospita l'idrogel. L'analisi del glucosio transdermico può essere effettuata mediante l'accoppiamento di un sistema enzimatico immobilizzato con un sensore elettrochimico di piccole dimensioni. Le dimensioni e la forma del biosensore dovrebbero causare meno dolore e disagio possibili, inoltre, il dispositivo dovrebbe mantenere un'elevata stabilità a lungo termine. Il sensore è composto da elettrodi di lavoro, di riferimento e contro-elettrodi. Un potenziale definito viene applicato tra l'elettrodo di lavoro e un elettrodo di riferimento; gli elettroni vengono generati attraverso la reazione enzimatica e l'ossidazione/riduzione da parte dell'elettrodo di lavoro per generare una corrente rilevabile. L'elettrodo di lavoro ha una struttura strato per strato. Un mediatore elettronico redox potrebbe essere depositato tra l'elettrodo di lavoro e lo strato enzimatico per ridurre l'impatto delle interferenze elettro-attive causate da un'elevata tensione di rilevamento. Lo strato enzimatico, il glucosio ossidasi (GOD), è immobilizzato sulla superficie dell'elettrodo di lavoro, in cui quest'ultimo catalizza il glucosio con l'ossigeno per generare gluconolattone. La variazione della concentrazione di ossigeno è proporzionale alla concentrazione di glucosio nel sito di inserimento del tessuto sottocutaneo del sensore. Infine, una membrana biocompatibile è rivestita sulla parte superiore per ridurre al minimo la risposta del corpo umano dopo l'impianto. La membrana dovrebbe essere permeabile al glucosio e all'ossigeno per garantire che la reazione avvenga.
Il campione reale per la rilevazione del glucosio contiene altri zuccheri e specie comuni che potrebbero potenzialmente interferire con il rilevamento del glucosio. Le interferenze selezionate per il test sono acido ascorbico (AS), saccarosio (SU), galattosio (GA) e lattosio (LA). Alla luce delle basse concentrazioni di questi zuccheri nel sangue, l'interferenza deve essere presa in seria considerazione perché le loro strutture molecolari sono simili a quelle del glucosio. Inoltre, poiché l'acido ascorbico potrebbe essere facilmente ossidato, un potenziale di lavoro più basso aiuta ad evitare la reazione elettrochimica delle interferenze. L'utilizzo di membrane passive caricate negativamente, come Nafion, potrebbe anche essere utile per diminuire l'influenza delle interferenze inibendo la diffusione di specie anioniche sulla superficie dell'elettrodo. Il Nafion, agendo come strato permselettivo, potrebbe eliminare le interferenze e aumentare la selettività dell'elettrodo sviluppato.
Quando associati al microinfusore, i sensori per il monitoraggio continuo del glucosio eseguono una lettura ogni cinque minuti e permettono così di evitare episodi di ipoglicemia o iperglicemia. Il dispositivo prevede una serie di allarmi, grafici dell'andamento e frecce che consentono di tenere meglio sotto controllo la glicemia. Il sensore del glucosio è progettato per unire un grande comfort alla massima facilità d'uso. La scelta del nano-sensore è specifica per ogni paziente in base alla qualità della pre-calibrazione in laboratorio, la portabilità e l’accuratezza del segnale. Importante anche l’allarme previsto in caso di ipoglicemia o iperglicemia perché non tutti i sensori di glucosio sono associati all’utilizzo del microinfusore e in tal caso il diabetico deve essere avvisato in maniera inconfondibile. 

### Nanosensori per il glucosio con nanotubi peptidici
I sensori di glucosio di ultima generazione utilizzano processi elettrochimici; tra di essi si individua il biosensore amperometrico per il glucosio, il quale utilizza i nanotubi peptidici (PNTs) di ispirazione biologica come modello di incapsulamento per gli enzimi. L'enzima incapsulato con i PNTs aumenta dell’85% la corrente rispetto alla medesima iniziale dopo un mese di conservazione. Le nanostrutture costituite da biomolecole hanno ottenuto notevole interesse dalla comunità scientifica in quanto mostrano biocompatibilità, conducibilità elettrochimica e versatilità di modifica chimica oltre che biologica. Un altro vantaggio è rappresentato dalla possibilità di creare conformazioni molecolari utili con approcci bottom-up. Diverse biomolecole come peptidi, lipidi, DNA, RNA e proteine possono essere auto-assemblate in nanostrutture altamente ordinate. In particolare, un peptide, costituito da diverse decine di amminoacidi, è stato composto per mezzo di una classe di blocchi di costruzione versatili. Da allora, la nanostruttura composta di residui di-peptidici è stata considerata una nuova bio-nanostruttura che può essere applicata a sistemi di somministrazione di farmaci, impalcature per l'ingegneria tissutale, batterie, condensatori e biosensori. 
In questo studio si sono sintetizzati i PNTs e successivamente utilizzati per incapsulare gli enzimi, formando una matrice di sensore con un potenziale per la diagnostica del glucosio nel diabete. Incapsulando gli enzimi all'interno dei PNTs è stato dimostrato che questi presentano un’attività per un periodo di tempo prolungato, anche in condizioni sfavorevoli. 
Le proprietà uniche dei PNTs, come l'eccellente biocompatibilità e la capacità di interagire positivamente con i tessuti umani, offrono agli enzimi notevoli vantaggi come: un'immobilizzazione stabile, la protezione da ambienti difficili ed un trasferimento del segnale superiore. In aggiunta, è stato dimostrato che le nano-strutture peptidiche nei biosensori, attraverso il meccanismo di immobilizzazione, possono facilitare la rilevazione di vari composti: perossido di idrogeno, etanolo, composti fenolici, organofosfati, Pb e Cu. 
I risultati ottenuti dai PNTs dimostrano che questi possono contribuire alla costruzione di nuovi biosensori per il glucosio bi-enzimatico. 
È stato ulteriormente dimostrato che l'incapsulamento dell'HRP all'interno dei PNTs fornisce un ambiente spazialmente biocompatibile sulla superficie dell'elettrodo, che porterebbe l'attività enzimatica per un periodo di tempo prolungato.
I composti aromatici allineati spazialmente, inoltre, sono stati in grado di potenziare il trasferimento di elettroni e da ciò si denota che il sensore di glucosio sviluppato sembra mostrare una ragionevole sensibilità, riproducibilità e stabilità a lungo termine. La metodologia applicata in questo studio fornisce una nuova piattaforma per la fabbricazione di sensori di glucosio biocompatibili e di altri tipi di biosensori.

#### Visualizzatori di parti anatomiche difficilmente raggiungibili
In medicina classica i metodi per monitorare e visualizzare parti interne del corpo sono molto dolorosi e richiedono l’utilizzo, almeno blando, di sedativi. Si pensi, per esempio, all’invasività di una colonscopia, di una gastroscopia o di un’endoscopia. Per tale motivo si stanno studiando dei nanosensori che diano le stesse possibilità di visualizzazione, ma che siano semplicemente ingoiabili sotto forma di capsula o iniettabili direttamente nel sangue. Questi nanosensori, una volta terminato il loro scopo, possono essere espulsi naturalmente dal corpo oppure si possono ancorare loro stessi in modo permanente ai tessuti nel caso in cui si volesse riattivarli più in là nel tempo.

#### Nanosensori Neurali
È possibile applicare dei LOC anche ai neuroni, in modo da riuscire a seguire i segnali elettrici mentre percorrono gli assoni e i nervi. Ciò può essere particolarmente utile, ad esempio, per capire dove si interrompe il segnale elettrico nel caso di danni neurologici gravi.

### Altri settori

#### Sensori per metallo
Sono in studio sensori fluorescenti con sensibilità specifica per Fe, Cr, Hg...

#### Scoperta di inquinanti
Ovviamente le stesse tecnologie si possono utilizzare per la scoperta di sostanze od inquinanti nell'ambiente